# Нарния
Нарния (на английски: Narnia) е името на измислен свят, създаден от Клайв Стейпълс Луис. В Нарния се развива почти цялото действие от фентъзи поредицата за деца „Хрониките на Нарния“. В Нарния животните могат да говорят, митичните зверове съществуват, а магията е нещо нормално. Поредицата проследява историята на света Нарния от създаването му до неговия край, както и живота на хората, които преминават от нашия свят в Нарния.
Нарния също така е името на страна в света Нарния. Там се развива по-голямата част от действието в книгите от поредицата и страната заема основно място в историята, която се описва.

## География

### Нарния
Освен за света името „Нарния“ се отнася също и за една от страните, намиращи се в него. Това е страната, която създателят на света, Аслан, великият лъв, запълва с говорещи животни и различни митични създания. Възможно е Клайв Ст. Луис да е нарекъл света и страната Нарния на италианския град Нарни, чието латинско име всъщност е било Нарния (Narnia).
Нарния е страна с хълмист релеф, който на юг постепенно се променя в ниски планини. На север страната е покрита с гори с изключение на блатистите райони. На изток страната граничи с Източния океан, на запад с огромна планинска верига, на север с река Шрибъл, а на юг с разделяща континента планинска верига.
Сърцето на стопанството в страната е Великата река на Нарния, която навлиза в страната от северозапад и тече в югоизточна посока към Източния океан. Владетелите на страната живеят в Каир Паравел, на самото устие на Великата река, където тя се влива в Източния океан. Други населени места разположени по течението на реката са (от изток на запад): Беруна, Чиппингфорд и др.

### Арченланд
Арченланд е планинска страна, разположена на юг от страната Нарния. На север страната граничи с планинската верига, разделяща континента, а на юг достига до Winding Arrow river. Центърът на властта в Арченланд е Анвард. Това е имета на града, столицата на страната, както и на замъка, разположен в центъра на града. Арченланд е рядко населена и всъщност Анвард е единственият град в страната, който се споменава в книгите от поредицата. Арченланд е в добри отношения със страната Нарния, както става ясно в романа „Брий и неговото момче“

### Калормен
Калормен е империя, разположена в южните части на света Нарния. По-голямата част от страната има сух климат и най-значителните географски обекти в рамките на империята са вулкана известен като Горящата планина на Лагур и Великата пустиня. Великата пустиня е разположена в северната част на Калормен и е много трудна за пресичане. Това е и основната причина агресивните владетели на Калормен в продължение на векове да не предприемат мащабни военни действия за завладяването на Арченланд и Нарния, които са разположени отвъд пустинята.
Важна роля в империята има Реката на Калормен, която тече от запад на изток по южната граница на Великата пустиня. Столицата на империята – Ташбаан е разположена на остров в делтата на реката. Освен това много от останалите населени места са разположени по течението на реката, защото тя предлага подходящи условия за живот в иначе тежкия климат на империята. Градът Азим Балда е разположен в центъра на империята и е основното средище на търговията и комуникациите в Калормен.

### Източният океан
Източният океан е разположен на изток от страната Нарния и въобще от континета, където се развива почти цялото действие в книгите. Известни са няколко острова и островни групи, които се намират в океана. Остров Галма, Седемте острова и Уединените острови са разположени в Източния океан и са част от територията на страната Нарния. В книгите се споменава също и остров Теребития, който има независимо управление. В далечния край на океана географията става напълно необикновена (като резултат от това че светът всъщност е плосък) и небето се докосва с повърхността на земята. През края на океана се стига до страната на Аслан. Източният океан е описан като сладководен басейн, като по този начин предотвартява едновременно и жаждата, и глада. Освен това е покрит с големи водни лилии. Колкото по на изток, толкова по плитък става океана и вероятно завършва като голяма неподвижна вълна отвъд която се намират огромните планини на Страната на Аслан.

### Други страни
Телмар

### Източник на вдъхновение
Родната за Клайв Стейпълс Луис Северна Ирландия играе важна роля в оформянето на повърхността на света Нарния.

## Обитатели на света

### Хора от нашия свят
В книгите от поредицата „Хрониките на Нарния“ общо единадесет души от нашия свят посещават света на Нарния. Това са четири момчета, двама мъже, четири момичета и една жена.
Четирите деца от семейство Певънзи са най-добре познати: Питър Певънзи – Върховният крал Питър Великолепни, Сюзън Певънзи – Кралица Сюзън Благородната, Едмънд Певънзи – Крал Едмънд Справедливи и Луси Певънзи – Кралица Луси Храбрата. Всички те присъстват в романите „Лъвът, Вещицата и дрешникът“ и „Принц Каспиан“. Едмънд и Луси участват в „Плаването на „Разсъмване““, а Луси, Едмънд и Сюзън участват в „Брий и неговото момче“.
Други от нашия свят са крал Франк (първоначално файтонджия от Лондон) и съпругата му кралица Хелън, които стават първите крал и кралица на Нарния. Техните потомци живеят в света на Нарния дълго през следващите поколения. Те заедно с вуйчо Андрю Кетърли, Дигъри Кърк и Поли Плъмър преминават в света на Нарния в романа „Племенникът на магьосника“. Юстас Скруб, братовчед на децата от семейство Певънзи, участва в „Плаването на „Разсъмване““ и „Сребърният стол“. Джил Поул, съученичка на Юстас Скруб, също участва в „Сребърният стол“. Всички те с изключение на вуйчо Андрю и Сюзън Певънзи взимат участие в последната книга от поредицата – „Последната битка“.
Има още около дузина други хора от нашия свят, които преминават в Нарния. Това са шестима пирати със своите жени, които се заселват в обезлюдената страна Телмар и основават расата на Телмарините. Както Аслан казва в романа „Принц Каспиан“, те вероятно са открили портал от нашия свят към Нарния в една пещера. Става ясно че между двата свята вероятно съществуват множество проходи, но повечето са били изгубени с времето. Така че не се изключва и други хора от нашия свят да са преминавали в Нарния, но това не е отбелязано в книгите.
Въпреки че не е човек, Стробери, конят на файтонджията също преминава от нашия свят в Нарния. Той избира да се превърне в говорещ звяр, като останалите обитатели на Нарния и Аслан го превръща в летящия кон Фледж.

### Джуджета
Джуджетата са една от първоначалните раси, които Аслан създава при сътворяването на самия свят на Нарния. Те по подобие на хората, които са наричани „Синове на Адам“ или „Дъщери на Ева“, са наричани понякога „Синове на Земята“. Съществуват поне две разновидности на джуджетата (възможно е да съществуват и повече, но не са назовани изрично) – „Черни“ и „Червени джуджета“. Външно двата вида се различават единствено по цвета на косата си. Въпреки това повечето Червени джуджета са добри и лоялни на Аслан, докато Черните са далеч по егоистични и войнствени. Всички известни от книгите джуджета са мъжки и живеят в отделни общности, въпреки че е известно, че те могат да се размножават и с хората. Следователно може да се смята, че съществуват и женски джуджета, въпреки че те не са споменати в никой от романите. Например учителят на Принц Каспиан в едноименния роман – доктор Корнилиъс е полу-джудже, а старата бавачка на Каспиан е описана като малка стара жена, която изглежда все едно има в себе си от кръвта на джуджетата.
Джуджетата подобно на фавните, сатирите, бога на реката и дъщерите му – наядите и дървесните хора (божествата на горите) пристъпват напред, когато в „Племенникът на магьосника“ Аслан призовава „Нарния, Нарния, Нарния, събуди се! Обичай! Мисли! Говори! Нека дърветата вървят! Нека зверовета говорят! Нека водите бъдат божествени!“. С името Синове на Земята се загатва, че джуджетата са родени от земята, така както дриадите са родени от дърветата, а наядите от водата. Когато Аслан свиква първия съвет, когато Нарния е все още на по-малко от пет часа, той призовава и водача на джуджетата. Като доказателство за това, че са родени от земята, джуджетата са талантливи ковачи, миньори и дърводелци. В битките те са известни като смъртоносни стрелци. В романа Принц Каспиан се казва, че едно джудже може да върви цял ден и цяла нощ.

### Говорещи животни
Много от животните, които могат да се видят в нашия свят, присъстват и в Нарния. За разлика от нашия свят там съществуват и огромен брой говорещи разновидности на тези животни. Когато Аслан създава първите животински видове в Нарния, някои от тези които се превръщат в говорещи животни, не само започват да мислят и говорят, но се променят и като размери. Много от говорещите животни са по-големи от подобните на тях, които не са способни да говорят. Говорещите зверове се делят на птици, копитни, бозайници и влечуги. Не съществуват говорещи риби и насекоми.

### Вещици
Тук можем да покажем само Бялата вещица. Тя участва в някои от книгите. Също и Зелената Вещица от Сребърния стол.

### Митични създания
Кентаври, минотаври, тролове, грифони, великани, фавъни, еднорози, феникси

### Други същества и обитатели
Рицарят мишка на крал Каспиян – Рипичийп и бобърът стрелец с жена си, които помагат на децата от нашия свят.

## Вселената

### Обща характеристика
Светът на Нарния е плосък и е разположен в геоцентрична вселена. Небето над Нарния представлява купол, който не може да бъде преминат от смъртните.
Слънцето над Нарния представлява огнен диск, който се завърта около света веднъж на ден. Самото слънце разполага със своя собствена екосистема и вероятно на него живеят големи бели птици, които са описани в романа „Плаването на Разсъмване“. За някои от растенията, които растат на слънцето над Нарния, се смята че притежават невероятни лечебни свойства.
Както се загатва в някои от книгите от поредицата, почвата в света на Нарния е възможно да е жив организъм. В „Сребърният стол“ главните герои попадат в страната Бисм, която е разположена дълбоко под повърхността на света. Там диамантите осигуряват сок, ако бъдат счупени или изстискани. Героите намират идеята за това за невероятна, докато един от гномите, които обитават страната, не им обяснява, че скъпоценните камъни, които се намират при тях са истински, не мъртви като тези които се намират в „плитките“ мини близо до повърхността.

### Мултивселена
Светът на Нарния е част от мултивселена, в която се съдържат също така нашия свят, светът Чарн, както и други светове. Всички светове са свързани посредством „свързващ свят“ наречен Гората между световете. Не е известно много за този свят, но се предполага, че той се е появил като страничен ефект от съществуването на мултивселената. Това пространство има формата на гъста гора с малки водни басейни. С подходящата магия тези басейни могат да отведат хората в някой от другите светове. Гората между световете вероятно оказва влияние върху силата на злите хора, тъй като в романа „Племенникът на магьосника“ вуйчо Андрю и Бялата вещица се чувстват изключително слаби по време на престоя си там.

### Време
Посетителите на Нарния от нашия свят забелязват, че количеството на времето, което прекарват в света на Нарния не е обвързано с времето, което изтича на Земята. В повечето случаи времето в Нарния тече много по-бързо от това в нашия свят, но това не винаги е така. Аслан, създателят на света на Нарния, е способен да отваря портали между Земята и Нарния по свое желание и сам да определя къде и кога ще отведат проходите пътуващите. Това означава, че всъщност времето на отделните светове тече напълно независимо едно от друго.
Има някои неясноти относно протичането на времето в нашия свят и този на Нарния. Расата на телмарините произхожда от пирати, които отиват в Нарния от нашия свят през портал, който се намира на остров в Южните морета. Това вероятно означава, че те са напуснали Земята дълго преди това да сторят всички останали хора, които посещават Нарния. Но в действителност първите хора които се появяват в Нарния са Дигъри Кърк, Поли Плъмър и вуйчо Андрю (това става броени часове след създаването на самия свят). Това значи, че въпреки че са напуснали земята по-рано пиратите са пристигнали след Дигъри Кърк и другите хора. Все пак никъде в романите от поредицата не се казва от кое време са били пиратите, които поставят началото на расата на телмарините, така че е възможно да са и от по-късни времена.
Освен това е възможно Клайв Стейпълс Луис да не е смятал светът на Нарния да бъде създаден толкова късно по времето на Земята. Това е възможно, тъй като романът „Принц Каспиан“, в който се разказва за пиратите дали началото на телмарините, е написан преди романа „Племенникът на магьосника“, описващ създаването на Нарния.

## История

### Създаването на Нарния
Създаването на света на Нарния се наблюдава от шест живи същества – Дигъри Кърк, Поли Плъмър, вуйчо Андрю, Джейдис (по-късно Бялата вещица), файтонджията Франк и неговия кон Стробери. Докато Дигъри се опитва да прехвърли Джейдис от Лондон в нейния собствен свят – Чарн, те шестимата неочаквано попадат в пространството на все още несъздадения свят на Нарния. Това се случва малко преди Аслан, създателят на Нарния, да започне изграждането на света.
Аслан започва създаването на света малко след пристигането им и с песента си той призовава звездите, слънцето, растенията и животните, и въобще целия свят, да започне да съществува. След като приключва със създаването на самия свят Аслан избира някои от току-що създадените животни и създава говорещите зверове и всички останали магически същества, за да живеят и да се грижат за новия свят – Нарния.
След това Аслан определя новите владетели на Нарния. Това са бившият файтонджия Франк (който става крал Франк I) и неговата съпруга Хелън, която Аслан сам прехвърля от нашия свят в Нарния. Крал Франк и кралица Хелън са избрани от Аслан, за да управляват и защитават говорещите зверове, които ще населяват Нарния. Тъй като злата кралица-вещица Джейдис също е пристигнала в Нарния, Аслан изпраща Дигъри Кърк да открие и донесе магическа ябълка. След като Аслан я засажда, незабавно от ябълката израства голямо дърво, за което Аслан казва, че ще защитава Нарния от вещицата в продължение на дълги години.
Аслан дава една от ябълките, които се раждат от току-що посаденото дърво, на Дигъри, за да я занесе той на болната си майка и да я излекува. След като майка му изяжда ябълката Дигъри заравя ябълковата сърцевина в градината, където след това израства голямо ябълково дърво. Много години по-късно това ябълково дърво пада по време на буря и от неговата дървесина порасналия вече Професор Кърк създава дрешника, който играе важна роля в романа „Лъвът, Вещицата и дрешникът“. Там именно този дрешник позволява на децата от семейство Певънзи за пръв път да преминат от нашия свят в света на Нарния.

### Управлението на Бялата вещица
Мирът в Нарния се запазва в продължение на стотици години след създаването на света. Това продължава до предполагаемото завръщане на кралицата вещица Джейдис. Тя поема властта над Нарния и управлява като тиранин като превръща в каменна статуя всеки, който не желае да и се подчинява. Все пак тя има предпочитания към джуджетата и злите създания в Нарния, много от които се превръщат в нейни лични слуги и помощници. Използвайки своята магия Джейдис сковова земите на Нарния с вечни ледове и снегове в продължение на цял век. Въпреки че Джейдис иска да бъде смятана за кралица на Нарния, тя не живее в замъка в Каир Паравел, а използва своя собствена крепост, разположена на север. Много от залите в тази крепост са пълни с каменните статуи, на омагьосаните от Бялата вещица нарнианци.
През цялото време Бялата вещица внимава за пророчеството „когато плът и кръв Адамова седне в трона на Кер Паравел, лошите времена ще свършат“. За да се увери, че хората които могат да дойдат в Нарния, няма да успеят да изпълнят това пророчество, Бялата вещица изпраща из Нарния много свои шпиони, които да следят в случай, че в Нарния все пак навлезе някой човек. Фавнът господин Тумнус също е един от нейните шпиони, но за радост на добрите нарнианци, той се сприятелява с малката Луси Певънзи и не предава децата на Джейдис. След появяването на децата от семейство Певънзи в Нарния там се появява и създателят на света – Аслан, което слага край на властта на Бялата вещица. Тя все пак продължава да се опитва да запази Нарния под свой контрол, което приключва в битката при Беруна, когато Аслан я убива.

### Златният период
Четирите деца от семейство Певънзи – Питър, Сюзън, Едмънд и Луси, играейки си в къщата на професор Кърк, откриват таен дрешник, който води до заснежено пространство пълно с дървета. Те пристигат в Нарния по времето, когато се носи слух за завръщанате на Великия лъв Аслан в Нарния и че дългите години на постоянна зима са напът да приключат. Четирите деца в крайна сметка се включват в борбата за освобождаване на Нарния от Бялата вещица и помагат на Аслан да я победи. Аслан изпълнява древното пророчество като провъзгласява четирите деца за крале и кралици на Нарния. Заради големия просперитет на Нарния, през годините на тяхното управление, това време е наречено Златния период в Нарния. По време на управлението на кралицата вещица владетелите на другите страни са твърде уплашени от силата на Бялата вещица, за да нападнат страната Нарния. Това се променя, след като Джейдис е убита от Аслан в битката при Беруна, така че на четиримата млади владетели на Нарния им се налага да се борят и със своите съседни страни. Така по време на своето управление четиримата владетели успяват да отблъснат северните гиганти, както и да победят армията на Калормен, сурова пустинна страна, разположена на юг от Нарния и управлявана от Тисрок. Тисрок иска да завладее земите на Нарния, които са много по-плодородни от тези в неговата пустинна страна. Въпреки всичко през годините, когато Нарния се управлява от Питър, Сюзън, Едмънд и Луси страната е богата и безопасна.

### Нашествието на телмарините
1300 години след края на управлението на четиримата от семейство Певънзи, Нарния е завладяна от запад от хора наричащи себе си телмарини. Златния период приключва с края на управлението на четиримата Певънзи, въпреки че просперитета на Нарния се запазва и през следващите години. Питър, Сюзън, Едмънд и Луси се завръщат в нашия свят след като дълги години властван над Нарния. Телмарините, които завладяват страната Нарния, са потомци на пирати от нашия свят, които успяват да преминат от Земята в Нарния. Те заселват в страната Телмар и приемат това име. По време на управлението на телмарините коренните жители на Нарния – говорещите зверове и митичните същества, силно намаляват и много от тях започват да крият своето съществуване. По време на раждането на принц Каспиан Десети почти всичко за старите времена в Нарния се смята просто за легенда.

### Каспиан Десети
Четирите деца от семейство Певънзи се завръщат в света на Нарния 1288 нарниански години, след като се връщат на Земята. Когато пристигат в Нарния, настоящ крал е Мираз – зъл човек, убил брат си и узурпирал властта над страната. Той също така възнамерява да убие и своят племенник принц Каспиан Десети, който е истинският наследник на трона на Нарния. Въпреки че тогава старата история на Нарния от преди телмарините да я завладеят, когато магията, говорещите зверове и митичните същества са нещо нормално, е забранена тема в страната, принц Каспиан е запознат с някои от легендите за това време и симпатизира на трудностите, които са преживели магическите обитатели на Нарния. Четиримата Певънзи помагат на Каспиан да победи Мираз във Втората битка при Беруна и крал Каспиан Десети получава трона на Нарния, който му принадлежи по право. Под неговата власт говорещите животни и хората (телмарините) дълги години живеят мирно и щастливо.
Луси и Едмънд посещават Нарния отново три години по-късно заедно със своя братовчед Юстас Скруб и плават заедно с Каспиан (сега крал Каспиан X и по възрастен) на легендарното пътуване на борда на кораба „Разсъмване“. Каспиан предприема това пътуване, за да изпълни обещание, което е дал – да открие седем благородници, които са прогонени от крал Мираз отвъд Усамотените острови и никога не са се завърнали. По време на пътуването Каспиан възстановява властта на Нарния над Усамотените острови и открива група острови, разположени близо до самия ръб на света.
Каспиан се жени за красива жена (дъщерята на звездата Раманду) и тя става кралица на Нарния. На тях им се ражда син – Рилиан, но кралицата бива убита от вещица, приела формата на змия. Рилиан, който по това време е още много млад, тръгва да открие вещицата и изчезва. Юстас Скруб се връща в Нарния, заедно със своята съученичка Джил Поул, за да открие, че Каспиан вече е стар човек и тъкмо заминава, на своето последно пътешествие. Децата, заедно с блатния мърморец Пъдълглъм, са изпратени от Аслан да открият изчезналия принц на Нарния. Тази мисия ги отвежда далеч в дивите северни земи, обитавани от гиганти, както и в подземната страна Бизм, управлявана от вещицата, която държи Рилиан под властта на магията си. След като Юстас и Джил освобождават принца и заедно унищожават кралицата вещица, те се връщат на Земята.